# Tecumseh
Tecumseh, anche trascritto come Tecumtha o Tekamthi (Stella Cadente o Cometa Fiammeggiante, oppure, secondo altri, Puma che balza o Puma in agguato; 1768 circa – 5 ottobre 1813), appartenente alla tribù degli Shawnee, è considerato come il più grande statista della storia dei nativi americani.
Tecumseh si pose a capo di un'ampia confederazione di tribù che si oppose agli Stati Uniti durante quella che fu chiamata la Guerra di Tecumseh e poi durante la guerra anglo-americana del 1812. Egli era cresciuto nel Territorio dell'Ohio nel periodo della guerra d'indipendenza americana e di quella detta comunemente di Piccola Tartaruga, nel corso delle quali egli si trovò costantemente esposto ai combattimenti.
Suo fratello Tenskwatawa, detto "il profeta shawnee", fu un leader religioso che sosteneva il ritorno allo stile di vita ancestrale delle tribù e, attorno alla sua predicazione, si creò un largo seguito ed una vera e propria confederazione, che prese la guida del conflitto con i coloni sulla frontiera. Dopo un primo periodo di frizioni, la confederazione spostò la propria sede verso l'interno del territorio, fissandola, nel 1808, nell'attuale Indiana, sul fiume Tippecanoe, in quella che fu chiamata la Città del Profeta. Tecumseh affrontò quindi il governatore del Territorio dell'Indiana, William Henry Harrison, richiedendo con forza l'annullamento dei recenti trattati di acquisto di territori indiani, e si mise poi in viaggio per le regioni del sud nel tentativo di ottenere l'adesione al movimento anche da parte delle grandi tribù che vi abitavano. Prima di partire, mise in guardia suo fratello dall'attaccare battaglia con gli americani, ma Tenskwatawa non gli diede retta e, mentre Tecumseh era ancora in viaggio, fu sconfitto nella Battaglia di Tippecanoe.
Durante la guerra del 1812, la confederazione di Tecumseh si schierò a fianco degli inglesi del Canada e contribuì alla presa di Fort Detroit. Gli americani, sotto la guida di Harrison, lanciarono però un contrattacco invadendo il Canada ed uccidendo Tecumseh nella battaglia del fiume Thames, dalla quale gli inglesi, riluttanti ad attaccare battaglia, uscirono battuti. Tecumseh è diventato successivamente un eroe popolare leggendario ed è ricordato da molti canadesi per la sua difesa del loro paese.

## Origini
La data ed il luogo esatti di nascita di Tecumseh sono sconosciuti e tutti i resoconti dei suoi primi anni sono basati principalmente su una memoria dettata dal fratello minore anni dopo la sua morte e sui racconti fatti da prigionieri bianchi cresciuti tra gli Shawnee. Egli nacque comunque intorno all'anno 1768 (Sugden azzarda anche il mese: marzo), in uno dei villaggi shawnee sul fiume Scioto: lo stesso Sudgen è indeciso nell'indicare il posto esatto tra l'insediamento della banda shawnee dei Chillicothe, odierna Chillicothe (Ohio), e quello dei Kispoko. Suo padre si chiamava Puckeshinwau o Pucksinwah ed era un capo minore di guerra degli stessi Kispoko ("coda che balla" o "pantera"). Sua madre, che era la seconda moglie di Puckeshinwau, si chiamava invece Methoataaskee ed apparteneva alla banda dei Pekowi.
Dato che fra gli Shawnee vigeva una discendenza patrilineare, Tecumseh fu considerato un Kispoko. Al tempo del matrimonio tra i suoi genitori, la loro tribù era stanziata da qualche parte nei pressi della moderna Tuscaloosa, in Alabama, dove bande shawnee si erano stabilite tra i Creek un centinaio di anni prima, dopo essere state cacciate dai loro territori più a nord, nel tardo XVII secolo, da parte degli Irochesi, nel corso delle guerre chiamate appunto con il loro nome (o dette anche "guerre per il castoro").
Verso il 1759 la banda dei Pekowi decise di spostarsi di nuovo a nord verso la valle dell'Ohio e Puckeshinwau, non volendo dividere la moglie dai parenti, risolse di seguire la stessa strada, stabilendosi inizialmente nel villaggio fondato dai Chillicothe sullo Scioto, che divenne, negli anni '60 del Settecento, il centro della rinata attività shawnee nell'Ohio, e dove è possibile che Tecumseh sia nato. Non molto tempo dopo la sua nascita (o forse immediatamente prima), la sua famiglia si spostò nel nuovo villaggio fondato, questa volta dai Kispoko, più a nord su un piccolo affluente dello stesso Scioto. Il padre di Tecumseh prese parte alla guerra franco-indiana, e cioè alla sezione nordamericana della guerra dei sette anni (1756-1763) e poi a quella di Dunmore (1774), nel corso della quale trovò la morte nella battaglia di Point Pleasant.

## Giovinezza

### I conflitti di frontiera

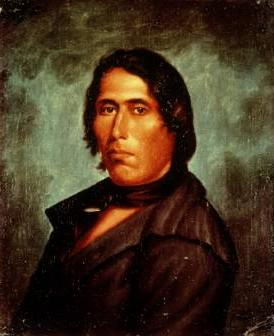
Un altro ritratto tardo-ottocentesco, talora identificato con Tecumseh

Almeno cinque volte tra il 1774 e il 1782, il villaggio di Tecumseh fu attaccato prima dalle truppe coloniali e poi da quelle statunitensi, in quanto gli Shawnee furono alleati degli inglesi durante la guerra d'indipendenza. A seguito della morte del padre, la famiglia si trasferì di nuovo al vicino villaggio di Chillicothe presso il capo Pesce Nero (Ma'kahday Wahmayquah). L'insediamento fu però distrutto nel 1779 dalla milizia del Kentucky in rappresaglia nei confronti dei ripetuti attacchi condotti dal capo contro Boonesborough. La famiglia fu allora costretta a fuggire spostandosi in un altro villaggio kispoko poco lontano, ma anche questo fu distrutto l'anno seguente dalle forze comandate da George Rogers Clark, obbligando la famiglia ad una terza migrazione verso il villaggio di Sanding Stone. Quando esso pure fu attaccato da Clark nel novembre del 1782, si dovettero spostare, per l'ennesima volta, in un nuovo insediamento presso la moderna cittadina di Bellefontaine (Ohio).
Dopo la rivoluzione americana, la violenza continuò senza tregua lungo tutta la frontiera nord-occidentale nel corso di quella che è stata chiamata la guerra di Piccola Tartaruga (Northwest Indian War), nella quale una vasta confederazione indiana, che raccoglieva tutte le maggiori tribù dell'Ohio e dell'Illinois, si riunì con l'obiettivo di respingere i coloni americani fuori dalla regione. Mentre la guerra andava avanti, Tecumseh divenne un guerriero e, fin dall'età di quindici anni, prese parte attiva ai combattimenti a fianco del fratello maggiore Cheeseekua, partecipando a diverse battaglie compresa la sconfitta finale di Fallen Timbers nel 1794.

### Tenskwatawa

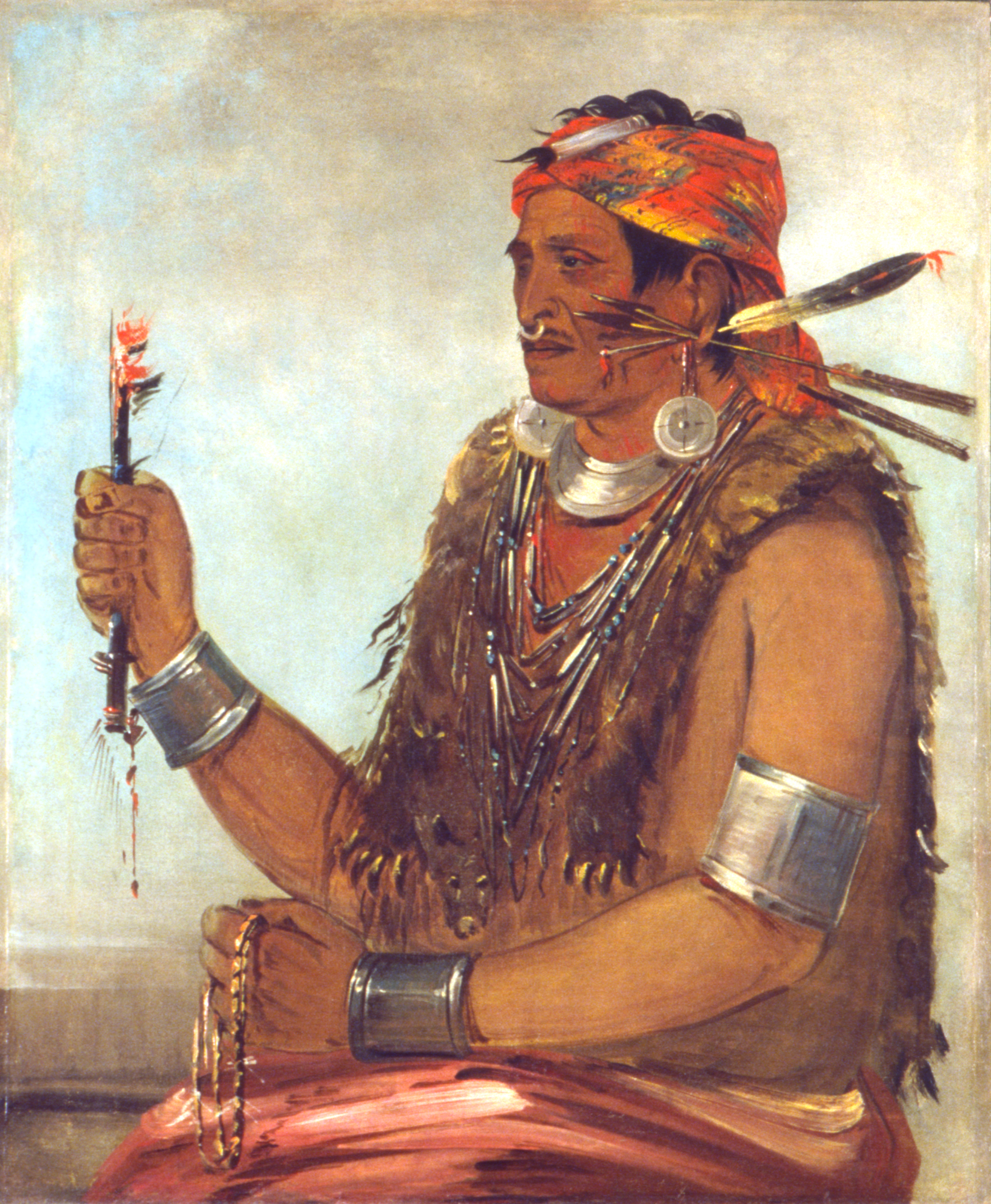
Tenskwatawa,
di George Catlin

Tecumseh alla fine si stabilì in quella che è oggi la cittadina di Greenville, nell'Ohio occidentale, luogo in cui viveva il fratello minore, Lowawluwaysica ("Uno a bocca aperta"), il quale avrebbe successivamente assunto il nome di Tenskwatawa (Ten skwä ta wa, "La sua porta aperta"), ed acquisito una fama molto ampia quale "profeta shawnee. Nel 1805, anche favorito dello scoppio di un'epidemia di vaiolo, Tenskwatawa si pose alla testa di una rinascita del sentimento religioso che si richiamava a precedenti insegnamenti millenaristici dei profeti lenape (delaware), Scattamek e Neolin: essi avevano predetto l'avvento di una sorta di apocalisse che avrebbe distrutto i coloni che avevano invaso le terre appartenenti, o già appartenute, ai nativi americani. Tenskwatawa pressava gli indiani a rigettare lo stile di vita dei coloni, ad abbandonare le armi da fuoco, l'alcool, gli abiti di foggia europea, a pagare ai commercianti solo la metà dei debiti da essi vantati, e ad astenersi in ogni modo da qualsiasi ulteriore cessione territoriale agli Stati Uniti. I suoi insegnamenti furono causa di tensioni crescenti, sia con i coloni, sia con le fazioni shawnee favorevoli al compromesso con i bianchi, guidate dal capo Zoccolo Nero (Catecahassa).
Il primo resoconto ufficiale di un'interazione tra Tecumseh e gli americani si riferisce ad un incontro con i principali capi shawnee, che fu organizzato a Greenville, nel 1807, dall'agente indiano William Wells: egli intendeva investigare le loro intenzioni dopo la recente uccisione di un colono. Tecumseh fu tra coloro che parlarono con Wells, e lo rassicurò circa le proprie intenzioni: la sua banda intendeva restare in pace e desiderava soltanto seguire la volontà del Grande Spirito, quale testimoniata dal suo profeta. Secondo il resoconto di Wells, nel corso dell'incontro, Tecumseh lo informò altresì della volontà del profeta di spostarsi, con i suoi sostenitori, più all'interno, nel territorio indiano.
Con il 1808, le tensioni crescenti tra coloni e Shawnee indussero Zoccolo Nero a reclamare che Tenskwatawa e compagni lasciassero la zona, e Tecumseh fu tra i principali sostenitori della necessità di muovere verso nord-ovest e di fondare un nuovo insediamento, che fu poi chiamato "Città del profeta" (Prophetstown), vicino alla confluenza dei fiumi Wabash e Tippecanoe (nei pressi dell'attuale cittadina di Battle Ground nell'Indiana). Il sito si trovava in territorio miami, ed il vecchio capo di guerra Piccola Tartaruga (Mishikinakwa) ammonì il gruppo di non stanziarsi là, nel timore che esso avrebbe messo a repentaglio le buone relazioni con gli americani. Malgrado questa minaccia, la banda del profeta decise di trasferirsi comunque nella regione, e i Miami non intrapresero alcuna azione contro di essa. Secondo il racconto reso più tardi da suo fratello, Tecumseh già pensava allora ad una sorta di grande confederazione intertribale che potesse contrapporsi all'espansione americana nei territori indiani, ed aveva già acquistato, comunque, una posizione di rilievo all'interno del gruppo.
Intanto, gli insegnamenti religiosi di Tenskwatawa avevano cominciato a diffondersi in modo sempre più largo, insieme alle sue profezie sulla prossima rovina degli americani, al punto tale da attrarre verso la sua "Città" un numero crescente di membri delle varie tribù della zona a sud-ovest dei Grandi Laghi ed a porre così le basi di una vasta confederazione. Al suo interno, Tecumseh emerse ben presto come il leader politico principale, anche se rimaneva fermo il motore originario, di origine religiosa, che era stato messo in moto dal fratello minore. Relativamente pochi Shawnee aderirono al movimento e, se Tecumseh viene spesso descritto come il capo degli Shawnee, la sua confederazione era in effetti principalmente formata da membri provenienti da altre tribù.

## La guerra di Tecumseh
I due protagonisti di quella che è stata chiamata la guerra di Tecumseh, e cioè il grande capo indiano e William Henry Harrison, avevano entrambi partecipato da giovani alla battaglia di Fallen Timbers, che aveva chiuso la cosiddetta guerra di Piccola Tartaruga (Northwest Indian War), nel 1794. Tecumseh non fu tra i firmatari del trattato di Greenville che fu firmato alla fine del conflitto (1795) e che determinò la cessione agli Stati Uniti di larga parte dell'attuale stato dell'Ohio, da sempre popolata dagli Shawnee e da altre tribù native. Comunque, molti capi indiani della regione accettarono i termini del trattato e, nei successivi dieci anni, una resistenza generalizzata all'egemonia americana da parte delle varie tribù parve sostanzialmente dissolversi.
Dopo la stipula del trattato, la gran parte degli Shawnee dell'Ohio si stabilì nel villaggio di Wapakoneta sul fiume Auglaize, sotto la guida di Zoccolo Nero, un capo principale che aveva accettato di sottoscrivere il trattato. Piccola Tartaruga (Michikinikwa), il capo guerriero miami, che era stato il protagonista della guerra ed aveva firmato il trattato di Greenville, viveva invece nel suo villaggio sul fiume Eel nell'Indiana: entrambi i capi propugnavano l'assimilazione culturale e l'accomodamento con gli Stati Uniti.
Le tribù della regione aderirono a diversi ulteriori trattati, inclusi quello di Grouseland e quello di Vincennes che riconobbero il possesso americano di gran parte dell'Indiana Meridionale e dell'Ohio occidentale. I trattati ebbero come risultato un alleggerimento delle tensioni aprendo l'Indiana alla colonizzazione regolare e mettendo a tacere i nativi con un esborso in cambio delle terre che erano state occupate abusivamente dai coloni irregolari.

### Il crescere delle tensioni
Nel settembre 1809, William Henry Harrison, governatore del Territorio dell'Indiana, combinò la stipula del trattato di Fort Wayne (1809), con il quale una delegazione di nativi cedette agli Stati Uniti tre milioni di acri (12.000 km²) di territorio indiano. I negoziati che portarono alla stipula risultarono discutibili sotto diversi punti di vista: essi non erano stati autorizzati dal Presidente e furono viziati da atti di vera e propria corruttela, con mance distribuite a destra e a manca, e dalla generosa somministrazione di alcool prima delle trattative.
La ferma opposizione di Tecumseh al trattato segnò il suo emergere come capo preminente. Anche se egli e gli Shawnee non potevano vantare direttamente alcuna pretesa sulla terra venduta, si sentì comunque inevitabilmente coinvolto perché molti dei suoi seguaci nella Città del Profeta erano sia Kickapoo, sia Piankeshaw e Wea (gruppi miami autonomi), ed appartenevano cioè alle tribù originariamente abitanti della terra venduta. Tecumseh rilanciò allora una tesi già sostenuta negli anni precedenti dal vecchio gran capo Shawnee Giacca Blu (Weyapiersenwah) e dal grande leader mohawk Joseph Brant (Thayendanegea), secondo la quale la terra indiana era possesso comune di tutte le tribù.
Non essendo ancora pronto ad affrontare direttamente il governo degli Stati Uniti, Tecumseh si rivolse inizialmente soprattutto contro i capi indiani che avevano firmato il trattato. Oratore estremamente efficace, Tecumseh iniziò a viaggiare in lungo e in largo, facendo pressioni sui guerrieri perché abbandonassero i capi collaborazionisti e si unissero a lui nella resistenza contro il trattato. Tecumseh pretendeva che il trattato fosse illegale, e chiedeva quindi a Harrison che venisse considerato nullo, diffidando gli americani dal colonizzare le terre oggetto di vendita nel trattato stesso.

### Il confronto
Nell'agosto del 1810, Tecumseh, contravvenendo alle indicazioni preventivamente fornitegli, guidò centinaia guerrieri armati dalla Città del Profeta, fino a Vincennes, per partecipare ad un incontro convocato dal governatore Harrison per discutere lo stato dei rapporti tra indiani e americani. Il loro arrivo gettò nel panico la popolazione locale e determinò uno stato di estrema tensione. L'indomani, Tecumseh si presentò con quaranta armati al luogo del convegno, la splendida mansion di Harrison, denominata Grouseland e la situazione si fece presto molto critica, quando il governatore rigettò le richieste di Tecumseh, argomentando che le singole tribù avevano tutto il diritto di stabilire relazioni particolari con gli Stati Uniti, e che erano le interferenze del suo interlocutore ad essere invise alle tribù della zona. La reazione di Tecumseh fu memorabile e clamorosa. Rivolgendosi al governatore, disse fra l'altro:

Signore, sei libero di tornare al tuo paese. [...] una volta, sino agli ultimi tempi, l'uomo bianco non c'era in questo continente. Esso apparteneva interamente all'uomo rosso, figlio di genitori, pure rossi, collocati su di esso dal Grande Spirito che li aveva creati, per mantenerlo, traversarlo, godere dei suoi prodotti e riempirlo con la stessa razza. Una razza felice, una volta. Da allora resa miserabile dalla gente bianca, che non è mai contenta [...] Il modo, e l'unico modo per controllare e fermare questo male, è, per tutti gli uomini rossi, di unirsi nel reclamare un comune ed eguale diritto alla terra, come era al principio, e dovrebbe essere ancora; perché essa non è mai stata divisa, ma appartiene a tutti, per l'uso di ciascuno [...] Vendere una terra! Perché non vendere l'aria, il grande mare, allo stesso modo che la terra? Non fece forse il Grande Spirito tutte queste cose perché ne disponessero tutti i suoi figli? La gente bianca non ha diritto di prendere le terre agli indiani perché essi le possedettero prima [...] L'ultima vendita è stata cattiva. Fu fatta solo da una parte di noi [...] Sono richiesti tutti per fare un accordo per tutti. Tutti gli uomini rossi hanno un uguale diritto sulle terre non occupate.

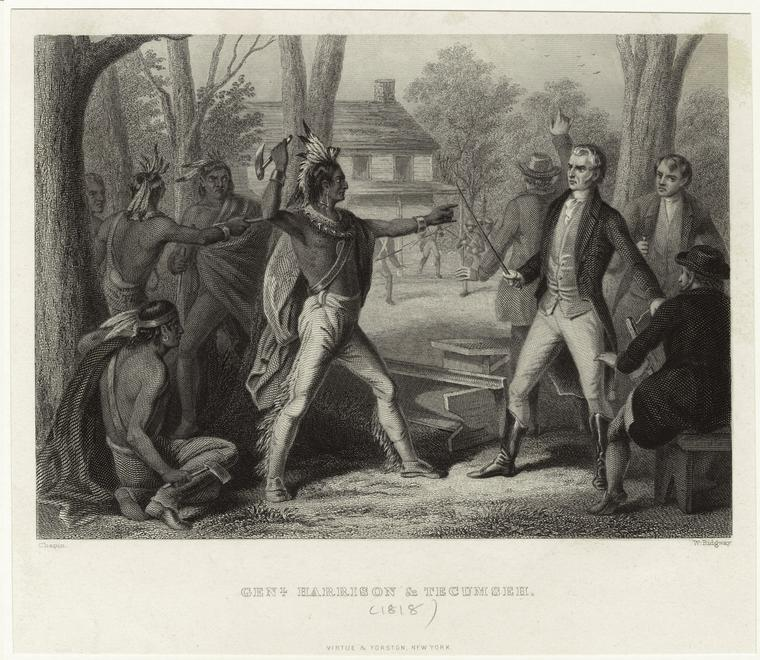
A Vincennes nel 1810, Tecumseh si infuria di fronte al rifiuto, da parte di William Henry Harrison, di annullare il trattato di Fort Wayne (1809)

In preda alla furia, Tecumseh incitò i suoi uomini contro Harrison, che dovette sguainare la spada e far intervenire celermente la piccola guarnigione che aveva approntato presso il luogo dell'incontro. La situazione critica fu risolta dall'intervento del capo potawatomi Winnemac, il quale si levò e prese la parola per controbattere le tesi di Tecumseh, sollecitando i guerrieri ad andare via in pace. Mentre se ne andavano, Tecumseh minacciò Harrison che si sarebbe rivolto per aiuto agli inglesi, se egli avesse insistito a non accettare la rescissione del trattato.
Nel 1811, Tecumseh si incontrò di nuovo con Harrison presso la residenza di quest'ultimo, essendo stato convocato a seguito dell'uccisione di coloni sulla frontiera. L'incontro ebbe un esito del tutto interlocutorio: le due parti si assicurarono reciprocamente disponibilità e volontà di pace, ma entrambe erano ormai probabilmente convinte dell'inevitabilità della guerra.

### La campagna pan-indiana di Tecumseh
Dopo l'incontro, infatti, Tecumseh si mise in viaggio verso sud, per compiere una missione tra le Cinque Tribù Civilizzate, con lo scopo di reclutare alleati e di allargare così la sua confederazione, che egli concepiva aperta a tutto il popolo rosso. Un presunto discorso di guerra che egli avrebbe tenuto di fronte ai Muscogee (Creek) nell'insediamento di Tuckaubatchee, nell'ottobre del 1811, fu così riportato nel 1860 dall'uomo politico e storico d'occasione John Francis Hamtramck Claiborne (1809-1884), il quale ne accreditava il resoconto al futuro generale Samuel Dale (1772-1841), asseritamente presente all'incontro.

Sfidando i guerrieri bianchi dell'Ohio e del Kentucky, ho viaggiato attraverso i loro insediamenti, una volta nostri territori di caccia preferiti. Non si sono udite grida di guerra, ma c'è del sangue sui nostri coltelli. I visi pallidi hanno sentito il colpo, ma senza sapere da dove veniva. Maledetta sia la razza che si è impadronita della nostra terra ed ha fatto donne dei guerrieri. I nostri padri, dalle tombe, ci rimproverano come schiavi e codardi. Li sento oggi tra i lamenti del vento. I Muscogee erano una volta un popolo potente: i georgiani tremavano al vostro grido di guerra, e le ragazze della mia tribù, sui bordi dei laghi lontani, cantavano la prodezza dei vostri guerrieri e anelavano ai loro abbracci. Ora, perfino il vostro sangue è bianco, i vostri tomahawks non hanno più filo, gli archi e le frecce sono stati seppelliti insieme ai vostri padri. Oh! Muscogee, fratelli di mia madre, scrollatevi via dalle palpebre il sonno della schiavitù; una volta ancora, colpite per la vendetta; una volta ancora, colpite per la vostra terra. Gli spiriti dei nostri grandi morti si lamentano, le loro lacrime stillano dai cieli piangenti. Perisca la razza bianca! Prendono la vostra terra, corrompono le vostre donne, calpestano le ceneri dei vostri morti! Indietro, da dove sono venuti, su una scia di sangue, li dobbiamo ricacciare. Indietro! indietro, per sempre, nella grande acqua i cui flutti maledetti li hanno condotti fino alle nostre spiagge! Bruciate le loro case! Distruggete le loro provviste! Ammazzate donne e bambini! L'uomo rosso è il proprietario legittimo della terra ed i visi pallidi non ne dovranno mai godere. Ora, guerra! Guerra per sempre! Guerra ai vivi! Guerra ai morti! Scavate i loro stessi corpi dalla tomba, la nostra terra non deve dare riposo ad ossa di bianchi! Questa è la volontà del Grande Spirito, rivelata a mio fratello, il profeta dei laghi, che è a lui vicino. Egli mi manda da voi. Tutte le tribù del nord già fanno la danza di guerra. Due potenti guerrieri d'oltremare ci invieranno le armi. Tecumseh farà presto ritorno alla sua casa, ma i miei profeti si fermeranno con voi e si porranno tra voi e le pallottole dei nemici. E quando i bianchi si avvicineranno, la terra si spalancherà per inghiottirli. Presto vedrete il mio braccio infuocato disteso di traverso nel cielo e, quando pianterò il piede a Tippecanoe, la terra stessa tremerà.

Il rendiconto di cui sopra è rimasto in seguito estremamente popolare nella cronachistica degli Stati Uniti, venendo acriticamente ripreso in continuazione da libri, riviste e siti internet. La sua attendibilità tuttavia era già stata messa in dubbio, fin dal 1895, dagli storici Henry Sale Halbert (1837-1916) e Timothy Horton Ball (1826-1913), secondo i quali «non v'è alcuna ragionevole prova che esso contenga la sostanza delle tesi sostenute da Tecumseh», e da esso emerge un «sanguinario, vendicativo e barbaro Tecumseh di fantasia piuttosto che di realtà». Una novantina di anni dopo l'intera questione fu nuovamente ripresa in esame dallo storico britannico John Sugden, i quale è arrivato a conclusioni anche più trancianti: «la descrizione di Tecumseh a Tuckabatchie fatta da Claiborne ... è fraudolenta» e «gli studiosi sono ... messi in guardia dall'utilizzare i [suoi] resoconti influenti, ma fasulli».
Un ritratto più tradizionale di Tecumseh emerge invece dal discorso che egli avrebbe pronunciato di fronte ad una banda di Osage, sulla strada del ritorno verso casa. Il condizionale è d'obbligo, in quanto la fonte è unica, John Dunn Hunter (ca. 1796–1827), un anglo-americano che aveva avuto la famiglia sterminata dai Kickapoo e che era stato quindi allevato dagli Osage. Le tematiche del discorso sono quelle consuete del grande capo shawnee e c'è perfino il riferimento al terremoto che si trova già nel discorso di Tuckabatchee, mentre la presenza di Tecumseh tra gli Osage nel 1811 appare confermata dalle carte del Dipartimento alla Guerra degli Stati Uniti.

Fratelli, apparteniamo tutti ad una sola famiglia, siamo tutti figli del Grande Spirito, camminiamo sullo stesso sentiero, ci togliamo la sete alla stessa sorgente, ed ora, questioni della massima importanza ci portano ad adunarci a fumare la pipa attorno allo stesso fuoco. Fratelli, noi siamo amici, e dobbiamo aiutarci l'un l'altro a recare i nostri fardelli. Il sangue di tanti dei nostri padri e fratelli è scorso come acqua sul terreno, per soddisfare la sete di ricchezza dei bianchi. Noi stessi siamo minacciati da un grande male: nient'altro darà loro la pace se non la distruzione di tutti gli uomini rossi. Fratelli, quando i bianchi misero piede per la prima volta sulle nostre terre, avevano fame, non avevano posto su cui stendere la coperta o accendere il fuoco, erano deboli, non sapevano far niente da soli. I nostri padri ebbero compassione della loro pena e divisero con loro, senza contropartita, tutto quanto il Grande Spirito aveva donato ai suoi figli rossi. Dettero loro cibo, quando avevano fame, medicamenti, quando erano ammalati, stesero pelli per farli dormire, e diedero terreni, così che potessero cacciare e far crescere il grano. Fratelli, i bianchi sono come serpenti velenosi: al freddo sono deboli ed innocui, ma rinvigoriteli col calore e pungeranno a morte i loro benefattori. I bianchi arrivarono tra noi deboli ed ora che li abbiamo resi forti, ci vogliono ammazzare o spingere indietro come farebbero con lupi e puma. Fratelli, i bianchi non sono amici degli indiani: all'inizio chiedevano solo un pezzetto di terra sufficiente per una casa, oggi nulla li soddisferà se non i nostri interi territori di caccia, dal luogo in cui sorge il sole a quello in cui tramonta. Fratelli, i bianchi vogliono ancor di più dei nostri territori di caccia, vogliono uccidere i nostri vecchi, le donne, i piccoli. Fratelli, tanti inverni fa non esisteva la terra, il sole non sorgeva e tramontava, tutto era tenebra. Poi, il Grande Spirito fece tutte le cose. Ai bianchi diede un focolare al di là delle grandi acque. Questi territori, invece, li rifornì di selvaggina e li dette ai suoi figli rossi, così come dette loro forza e coraggio per difenderli. Fratelli, la mia gente aspira alla pace! La vorrebbero tutti gli uomini rossi! Ma, dove sono i bianchi, non c'è pace per noi, se non nel ventre della nostra madre. Fratelli, i bianchi disprezzano e ingannano gli indiani, li ingiuriano e li insultano, non stimano gli uomini rossi abbastanza buoni per vivere. Gli uomini rossi hanno sofferto molti e grandi torti, ora non dovrebbero tollerarne più. La mia gente non lo farà di certo: sono determinati a vendicarsi, hanno levato l'ascia di guerra e la ingrasseranno di sangue, berranno il sangue dei bianchi. Fratelli, la mia gente è prode e numerosa, ma i bianchi sono troppo forti per essa sola, ed al suo fianco, io vorrei che voi levaste in aria il tomahawk. Se ci uniamo tutti, faremo che i fiumi tingano del loro sangue le grandi acque. Fratelli, se non vi unite a noi, saranno loro a distruggervi per primi e voi cadrete loro facile preda. Hanno già distrutto molte nazioni di uomini rossi, perché non erano unite, perché non erano amiche tra loro. Fratelli, i bianchi mandano messaggeri tra noi, vorrebbero renderci nemici l'uno dell'altro, così da poter ripulire e desolare i nostri territori di caccia, come venti devastatori o acque impetuose. Fratelli, il nostro Grande Padre, al di là delle grandi acque, è in collera con i bianchi, nostri nemici, e manderà contro di loro i suoi validi guerrieri; a noi invierà fucili e quant'altro ci sarà necessario: egli è nostro amico e noi siamo i suoi figli. Fratelli, chi sono infine i bianchi perché ci debbano fare paura? Non sanno correre veloci e sono buoni bersagli per essere presi a fucilate; i nostri padri ne hanno uccisi molti: noi non siamo squaw e tingeremo di rosso la terra con il loro sangue. Fratelli, il Grande Spirito è in collera con il nemico: egli parla col tuono e la terra inghiotte villaggi e svuota il Mississippi. Le grandi acque copriranno le loro terre basse, i loro cereali non potranno crescere e il Grande Spirito spazzerà via dalla faccia della terra, con il soffio terribile del suo respiro, quelli che fuggiranno sulle colline. Fratelli dobbiamo essere uniti, dobbiamo fumare la stessa pipa, dobbiamo combattere insieme le stesse battaglie e, ancor di più, dobbiamo amare il Grande Spirito: egli sta con noi, distruggerà i nostri nemici e renderà felici tutti i suoi figli rossi.

Nonostante i suoi sforzi, comunque, la gran parte delle nazioni indiane del sud rigettò gli appelli di Tecumseh: particolarmente forte, fin quasi a passare alle vie di fatto, fu lo scontro con il grande capo Choctaw Pushmataha (decennio 1760/1770-1824), il quale non volle lasciarsi smuovere dalle argomentazioni dello shawnee ed insistette perché Choctaw e Chickasaw rimanessero fedeli ai trattati di pace stipulati con gli Stati Uniti. Tuttavia una fazione dei Creek, che fu poi conosciuta come i Bastoni Rossi (Red Sticks), rispose favorevolmente alla sua chiamata alle armi e, se non poté giocare alcun ruolo nell'immediato, fu poi all'origine della successiva guerra dei Bastoni Rossi (Creek War).

### Tippecanoe
Se Tecumseh, subito dopo l'incontro di Vincennes, si era messo all'opera per preparare la guerra, il governatore Harrison fece molto più. Appreso dal suo eccellente servizio di informazioni che Tecumseh era lontano, egli inviò il seguente rapporto al Dipartimento della guerra: Tecumseh "è ormai arrivato all'ultima fase prima di dare il tocco finale al suo lavoro. Spero tuttavia che, prima del suo ritorno, quella parte del lavoro che egli considera conclusa, sara stata demolita e che perfino le fondamenta saranno state sradicate". Harrison mosse quindi da Vincennes il 26 settembre del 1811 con poco meno mille uomini in assetto di guerra e marciò su Tippecanoe. Il 6 novembre, l'esercito di Harrison arrivò in vista della Città del Profeta. "Per molti anni si è creduto erroneamente ... che il Profeta abbia attaccato i bianchi per primo in assenza del fratello, vanificando la tattica di Tecumseh, ma ciò deve essere analizzato nel contesto di un attacco provocato da Harrison, che avrebbe comunque colpito se non fosse stato anticipato dal Profeta". Questi inviò, comunque, un messaggero ad Harrison, mostrandosi molto accomodante, e si dichiarò pronto a discutere della pace l'indomani, dando addirittura indicazione agli americani su dove accamparsi per la notte. Il governatore, però, "non si fece imbrogliare. Dispose gli accampamenti in ordine di battaglia, con provviste e bagagli al centro, mentre le truppe erano allineate in 2 file attorno al campo, oltre il quale stazionavano le sentinelle". Quando all'indomani, poco prima dell'alba, le forze della confederazione attaccarono di sorpresa, Harrison era pronto e le sorti della battaglia di Tippecanoe furono segnate fin dall'inizio: gli americani sostennero l'attacco, anche se con gravi perdite, e, in un paio di ore, costrinsero gli indiani a ritirarsi precipitosamente. Il villaggio fu quindi dato alle fiamme con tutte le provviste in esso radunate e poi il corpo di spedizione fece rientro a Vincennes.
La battaglia di Tippecanoe fu un severo colpo per il prestigio di Tenskwatawa, che aveva infiammato di fanatismo i suoi seguaci per poi probabilmente non essere più, neppure lui stesso, capace di trattenerli. "Tornando dal suo viaggio nelle regioni meridionali, Tecumseh vide il disastro e fu preso prima da una furiosa collera, poi da un grande sconforto [...] Il nucleo dei [suoi] alleati (i 1000 guerrieri di Tippecanoe) era disperso; adesso gli altri membri potenziali della federazione, anche quelli meglio disposti, non avrebbero imbracciato le armi. Era svanito il sogno di un fronte unito, e tutto perché suo fratello aveva trasgredito l'ordine ricevuto: non farsi trascinare per nessun motivo in una battaglia con Harrison [...] Triste e disperato, Tecumseh si recò in Canada dagli amici inglesi, che raggiunse quando scoppiò la guerra del 1812", al'interno della quale venne quindi, per così dire, a confluire la cosiddetta guerra di Tecumseh (anche se forse sarebbe più corretto parlare di "guerra di Harrison" o di "guerra contro Tecumseh").

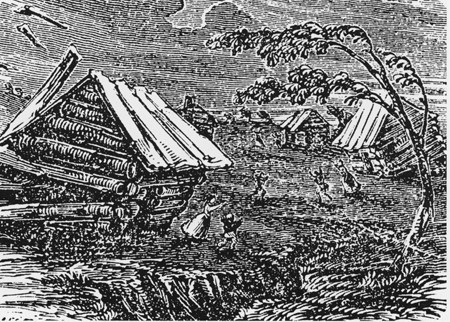
I terremoti di New Madrid furono interpretati da molte tribù come un segno della necessita di appoggiare la lotta di Tecumseh

Il 16 dicembre del 1811, un forte terremoto (New Madrid Earthquakes), seguito per mesi da scosse ulteriori di cui almeno due di intensità pari alla prima, squassò le regioni meridionali degli Stati Uniti ed il Midwest: le interpretazioni dei nativi furono di vario tipo, ma tutte convergevano nel ritenere che un tale evento naturale dovesse pur significare qualcosa. Molte tribù (Osage, Creek e Sauk, ad esempio) lo interpretarono come un segno della necessità di sostenere Tecumseh e il Profeta. Se il resoconto del discorso di Tuckaubatchee è, almeno per questo aspetto, esatto, molti Creek avranno forse pensato che, come promesso, Tecumseh aveva finalmente piantato il piede a Tippecanoe!

## La guerra del 1812

### Le prime fasi
Tecumseh chiamò a raccolta i seguaci suoi e del fratello e guidò le forze delle confederazione a riunirsi con gli inglesi nell'attacco dal Canada contro i territori nord-occidentali degli Stati Uniti. Questa volta, "avevano abbracciato la causa inglese un gran numero di Indiani dei Laghi e dell'Ohio, ... fiduciosi che i loro amici avrebbero scacciato gli Americani dagli antichi terreni di caccia. Probabilmente ci credeva anche Tecumseh, o forse era l'ultima speranza a cui si aggrappava ...".. Tecumseh ebbe un ruolo di rilievo nella presa di Detroit nella tarda estate del 1812. Dopo aver "[sventato] il piano di quel prode vecchio soldato, il generale William Hull, comandante americano a Detroit, per la conquista di Fort Malden l'avamposto inglese a sud del fiume", Tecumseh si aggregò al maggior generale Sir Isaac Brock, governatore britannico dell'Ontario, nell'assedio di Detroit, e contribuì in modo determinante ad affrettarne la resa. Mentre infatti Brock avanzava fino a rimanere appena fuori tiro rispetto ai difensori della città, Tecumseh fece sfilare i suoi circa quattrocento guerrieri da una collina vicina e poi fece far loro il giro e ripetere la manovra, in modo che il suo esercito sembrasse molto più grande di quanto non fosse nella realtà. Lo stratagemma ebbe successo ed Hull ritenne di doversi arrendere, nel timore di un possibile massacro, in caso di rifiuto. La vittoria fu di rilevante valore strategico per gli invasori.
Nella primavera dell'anno successivo, il destino condusse di nuovo Tecumseh di fronte al suo vecchio nemico Harrison, che, promosso per l'occasione brigadier generale, si era visto affidare il comando di tutte le forze americane dell'Illinois e dell'Indiana e aveva preso posizione, con poco più di mille uomini, a Fort Meighs, sul fiume Maumee, un affluente del lago Erie, non lontano dal cui corso aveva avuto luogo nel 1795 la disastrosa battaglia di Fallen Timbers. Tecumseh si trovava a sua volta a Fort Malden sotto il comando del colonnello Henry Proctor (o Procter), per il quale lo shawnee aveva provato fin dall'inizio un'avversione istintiva, ma aveva comunque reclutato, usufruendo anche del sia pur declinante fascino di Tenskwatawa, una truppa indiana di circa millecinquecento uomini. Con i suoi alleati indigeni ed altri mille armati, in parte soldati, in parte miliziani canadesi, Proctor decise di attaccare Fort Meigs il 1º di maggio, ma Harrison riuscì validamente a resistere e, dopo pochi giorni, l'assedio al forte dovette essere levato a causa dell'arrivo di rinforzi americani. Sulla strada del ritorno a Fort Malden, gli ausiliari indiani, sfuggendo al controllo dei comandanti britannici, scalparono una ventina di prigionieri e solo l'intervento di Tecumseh valse ad evitare un massacro peggiore.

### La battaglia del fiume Thames e la morte
Trovati a Fort Malden rinforzi che elevavano a cinquemila uomini gli effettivi a loro disposizione, Proctor e Tecumseh decisero, in un primo momento, di dare di nuovo l'assalto a Fort Meighs, e poi, andato a vuoto questo tentativo per il fallimento delle tattiche ingannatorie studiate dallo shawnne, di puntare sul meno munito Fort Stephenson, che si trovava più a oriente, sul fiume Sandusky. Anche qui però le cose andarono male: il ventiduenne maggiore George Croghan, con soli centosessanta uomini e con l'ausilio determinante di un cannone, riuscì a contenere gli assalti e a costringere le forze inglesi a ripiegare di nuovo sulla loro base di Fort Malden, dove il numero di guerrieri a disposizione di Tecumseh arrivò alla cifra massima mai raggiunta, di circa tremilacinquecento unità. Ora la differenza di impostazione e di vedute tra Proctor e Tecumseh venne alla luce con evidenza: di fronte alla minaccia rappresentata dal ritorno in campo di Harrison con un esercito di diecimila uomini, il comandante inglese era favorevole ad una tattica attendista, basata sul ritiro in Canada e sull'attesa dell'intervento del generale inverno; Tecumseh, invece, era molto più impaziente di agire e di lanciare l'attacco decisivo contro gli americani, consentendo così anche il rientro a casa dei suoi, durante la stagione fredda. In effetti, dato alle fiamme Fort Malden e iniziata la ritirata con Harrison alle calcagna, gli indiani tentarono di attestarsi una prima volta a Chaltam nell'Ontario, ma dovettero rinunciare perché Proctor, nonostante le promesse fatte, non si fece vivo. Tecumseh lo raggiunse di nuovo con i suoi uomini e lo informò che lui non si sarebbe ritirato oltre all'interno del territorio canadese, e che, se i britannici volevano continuare ad usufruire della sua alleanza, allora un'azione decisiva sul campo era necessaria. La disperata invettiva che Tecumseh rivolse contro la pusillanimità di Procter, si concludeva con queste profetiche parole:

Padre, ascolta! Gli americani non ci hanno ancora sconfitti per terra, e non siamo nemmeno sicuri che ci abbiano battuti sull'acqua. Pertanto noi vogliano rimanere qui, e affrontare il nostro nemico, qualora esso si faccia vivo [...] Padre! Ti sono arrivate le armi e le munizioni che il nostro Grande Padre ha mandato per i suoi figli rossi. Se hai intenzione di andartene, dacci dunque le armi e potrai partire con la nostra benedizione. La nostra vita è nelle mani del Grande Spirito. Noi siamo decisi a difendere le nostre terre e, se questa sarà la sua volontà, vogliamo lasciare su di esse le nostre ossa.

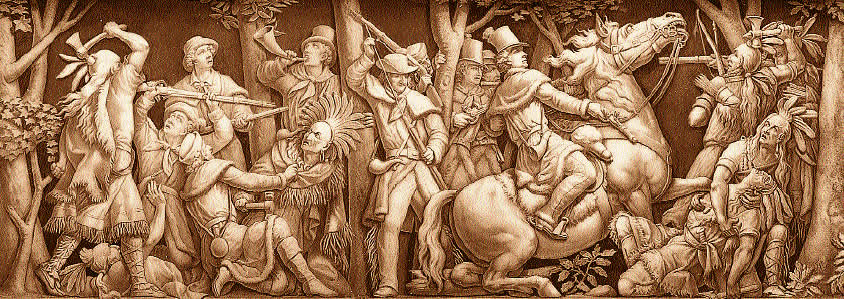
Morte di Tecumseh
(fregio collocato nella rotonda centrale
del Campidoglio di Washington)

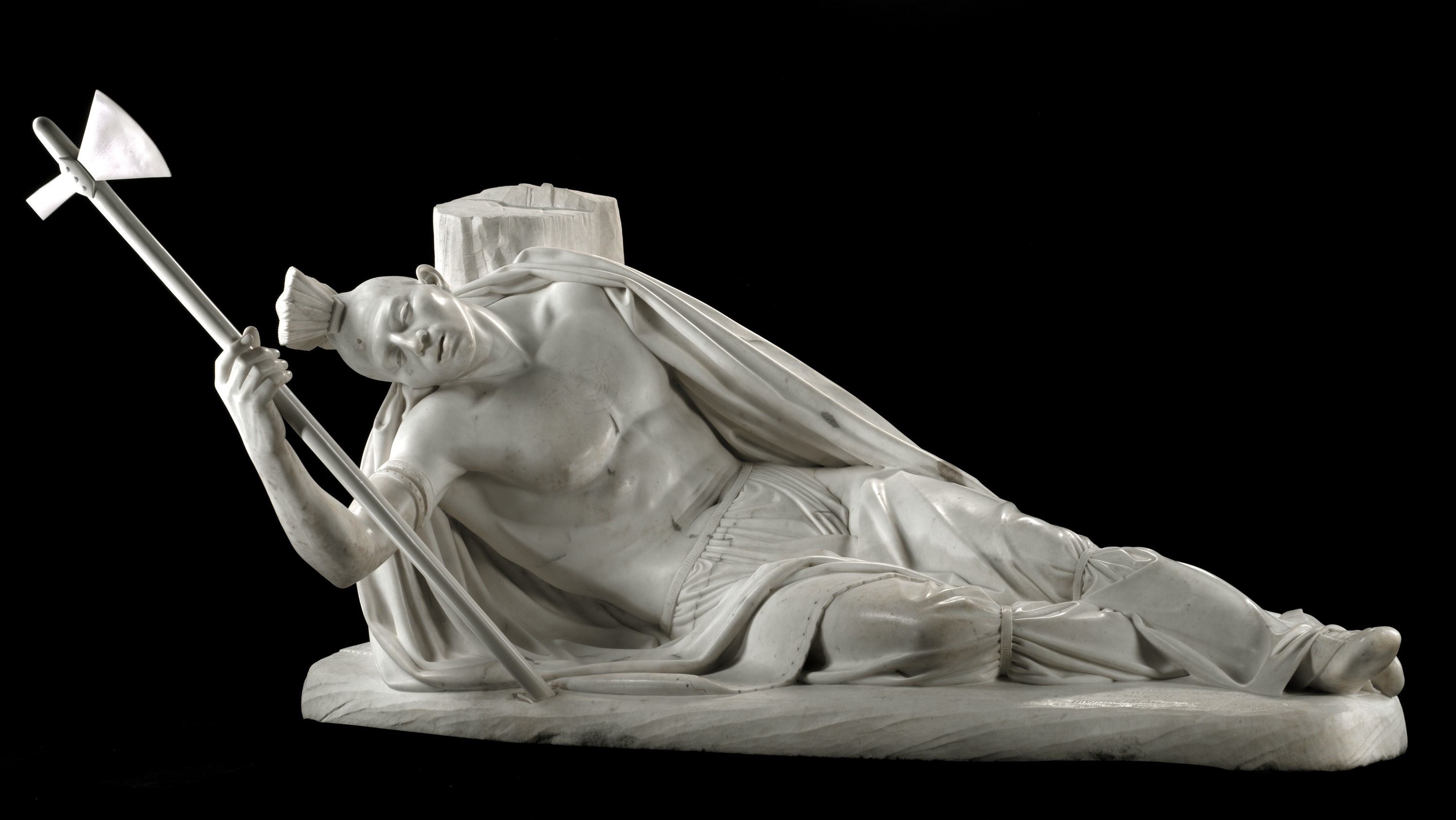
Tecumseh morente
(scultura di Ferdinand Pettrich
Smithsonian American Art Museum di Washington

Proctor si lasciò convincere e attestò le sue forze lungo il corso del fiume Thames in una posizione praticamente indifendibile, non lontano da Moraviantown: il 5 ottobre Harrison e il suo esercito investirono e travolsero le forze anglo-indiane in quella che è rimasta nota come battaglia del fiume Thames. Proctor fuggì in carrozza, mentre Tecumseh affrontò la morte combattendo nella piccola palude che fiancheggiava il terreno di scontro: dopo poco tempo, gran parte delle bande indiane che lo avevano sostenuto si arrese a Harrison a Detroit.

Così, altrettanto nobilmente di come era vissuto, morì l'ultimo grande capo dei Territori nordoccidentali. Per avere la meglio su di lui, gli Stati Uniti dovettero investire 5 milioni di dollari ed impiegare 20.000 soldati, cosa che forse appagò la sua anima inquieta. Tuttavia, a Tecumseh fu risparmiata la vista desolata del fallimento di ciò a cui aveva dedicato la vita. La battaglia del Thames pose infatti fine per sempre all'opposizione indiana nei Territori nordoccidentali. Gli Americani controllavano ormai tutta la regione, tranne l'avamposto britannico sull'isola Mackinac.

Per quanto riguarda le modalità della sua uccisione, da parte americana si affermò "che Tekumseh era stato ucciso dal colonnello Richard Johnson durante una carica di cavalleria. Ma lo storico wyandott Peter D. Clarke, dopo aver sentito l'opinione degli indiani che avevano partecipato alla battaglia, scrisse":

Fra gli indiani in ritirata, v'era un guerriero potawatamie, il quale, accorgendosi di un ufficiale americano a cavallo (probabilmente il colonnello Johnson), che gli si era posto alle calcagna, si voltò per colpirlo col tomahawk, ma il suo inseguitore lo stese con un colpo di pistola [...] Il guerriero morto fu probabilmente preso per Tecumseh da qualche soldato di Harrison, e il suo cadavere mutilato a battaglia finita.
Un mezzosangue bianco e indiano, di nome William Caldwell, mentre si ritirava dopo l'ultimo scontro, raggiunse e superò Tecumseh, che stava avanzando lentamente a piedi, usando il fucile come un bastone. Quando Caldwell gli chiese se era ferito, rispose in inglese, "I am shot" ['Mi hanno colpito']. Caldwell poté notare dove una pallottola di fucile gli era penentrata nel petto, attraversando il suo giaccone da caccia di pelle di daino. Il suo corpo fu trovato, intatto, dagli amici là dove si era sdraiato per morire, nelle vicinanze del campo di battaglia [...]
Furono parecchi, nell'esercito di Harrison, a sostenere di aver ucciso Tecumseh. "Io ho ucciso Tecumseh; ecco qua i peli della sua barba", affermava uno; "Tecumseh l'ho ucciso io", saltava su un altro: "ecco qua un pezzo della sua pelle, con la quale voglio farmi una cote per il rasoio!" Nessuno di questi fanfaroni aveva preso parte all'ultima battaglia, durante la quale il valoroso capo aveva ricevuto la ferita mortale.

## Lascito
"Anche i suoi nemici avrebbero [in seguito] reso omaggio a quest'uomo di alti ideali, a questo grande patriota, entrato ormai nella leggenda", così Jean Pictet descrive l'eredità ideale lasciata da Tecumseh, ed in effetti il suo stesso arcinemico Harrison non mancò di tributargli, ancora in vita, grandi riconoscimenti. Nel rapporto che egli inviò al Dipartimento della guerra dopo il suo secondo incontro con Tecumseh a Vincennes, lasciò infatti scritto: «Se non ci fossero gli Stati Uniti, questo Tecumseh potrebbe forse entrare nella storia come il fondatore di un impero che potrebbe essere confrontato con quelli del Messico o del Perù. Non ci sono difficoltà, che possano allontanarlo dal suo proposito. Per quattro anni è stato in continuo movimento senza mai una pausa. Oggi lo si vede al Wabash, poco dopo si trova sulle rive del Lago Erie o su quelle del Lago Michigan o lo si incontra presso il Mississippi. Dovunque egli emerga, infiamma gli uomini con i suoi progetti». Ed ancora, Harrison definì Tecumseh "uno di quei genî fuori dal comune che saltano fuori occasionalmente a produrre rivoluzioni e a sovvertire l'ordine stabilito delle cose". Il suo presunto uccisore, quel Richard Mentor Johnson, che comandava i fucilieri a cavallo del Kentucky nella battaglia del Thames, dovette molto probabilmente, in gran parte, a tale fama, la sua anomala nomina a vicepresidente degli Stati Uniti nel 1836. A Johnson fu poi intitolata una contea nel Nebraska. Secondo quanto si poteva leggere, sino alla fine del 2010, nel sito online del capoluogo di contea, una delle diverse cittadine statunitensi intitolate al capo shawnee (cfr. sotto), essa fu inizialmente chiamata "Frances" dal nome della moglie di Johnson, ma fu quasi subito (1857) ribattezzata "Tecumseh": se l'uccisore aveva avuto la contea, l'ucciso doveva avere almeno il capoluogo! (Since the county was Johnson, the town would be Tecumseh)
Dopo un secolo e mezzo di sostanziale disinteresse, Tecumseh è oggi onorato in Canada come eroe e comandante militare che giocò un ruolo di primo piano nella riuscita resistenza del Canada contro l'invasione americana nella guerra del 1812. Tale resistenza fu all'origine di quel processo che avrebbe portato nel 1867 al primo dei British North America Acts, che costituisce la prima vera e propria costituzione del Canada che si avviava all'indipendenza. Oggi Tecumseh è annoverato tra i "Personaggi di significato storico nazionale" (Persons of National Historic Significance) del Canada, un repertorio ufficiale gestito dal Ministero per l'Ambiente

## In memoriam

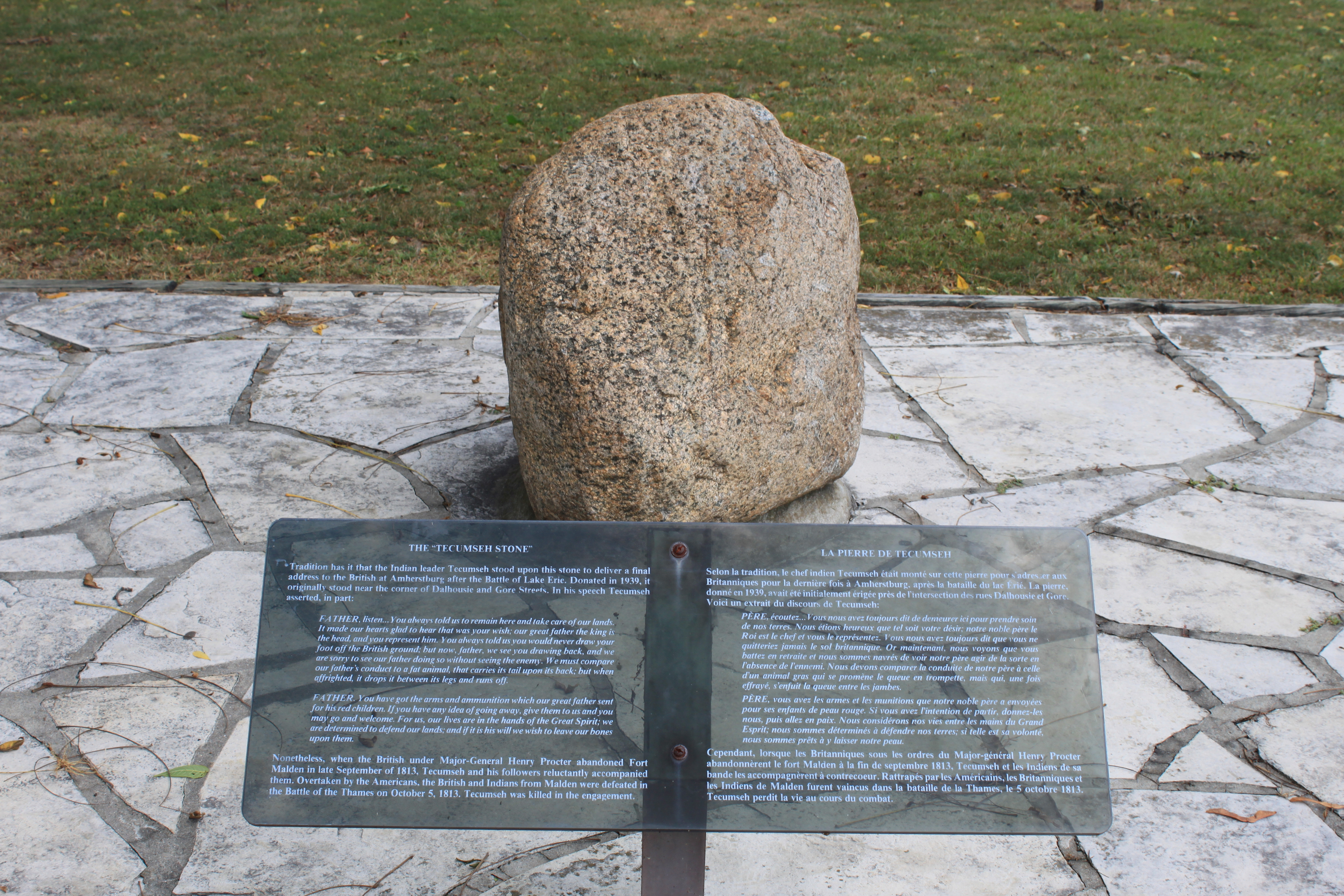
Tecumseh Stone
Fort Malden (Canada)
sito storico nazionale

Nell'Accademia navale degli Stati Uniti ad Annapolis, Maryland, c'è un cortile intitolato a Tecumseh (Tecumseh Court), che è collocato fuori dell'entrata anteriore della Bancroft Hall: in esse è ben visibile un sedicente busto di Tecumseh, che viene spesso decorato in giornate speciali di celebrazione. Il busto voleva in effetti originariamente rappresentare un capo delaware del Seicento, Tamanend, che è rimasto famoso come apostolo di pace e amicizia, ma gli aspiranti guardiamarina dell'Accademia hanno in seguito preferito l'assai più bellicoso Tecumseh ed il nome è poi restato questo.
La Marina degli Stati Uniti ha dato il nome di Tecumseh a quattro navi, la prima già nel 1863, mentre i canadesi hanno un'unità della riserva che reca questo nome.
Tecumseh è stato anche recentemente onorato con un grande ritratto esposto al Reale Istituto Militare Canadese (RCMI), che è stato inaugurato nel 2008
Il famoso generale unionista, e poi promotore della soluzione finale del problema indiano, William Tecumseh Sherman, aveva avuto questo nome così impegnativo perché "[suo] padre ... si era preso un'infatuazione [a fancy] per il grande capo degli shawnee." Anche un altro generale unionista, Napoleon Jackson Tecumseh Dana, portava il nome del capo shawnee, ma almeno lui si dimise dall'esercito alla fine della guerra di secessione e non partecipò, in posizione di primo piano, alla conduzione dell'ultima fase della distruzione della civiltà indiana.
A Tecumseh sono intitolate le seguenti cittadine e località americane:
- U.S.A.
  - Tecumseh (Kansas)
  - Tecumseh (Michigan)
  - Tecumseh (Missouri)
  - Tecumseh (Nebraska)
  - Tecumseh (Oklahoma)
  - Monte Tecumseh, nel New Hampshire
- Canada
  - Tecumseh (Ontario)
  - New Tecumseth (Ontario)